# Oligocentria lignigera
Oligocentria lignigera är en fjärilsart som beskrevs av Walker 1865. Oligocentria lignigera ingår i släktet Oligocentria och familjen tandspinnare. Inga underarter finns listade i Catalogue of Life.

## Bildgalleri

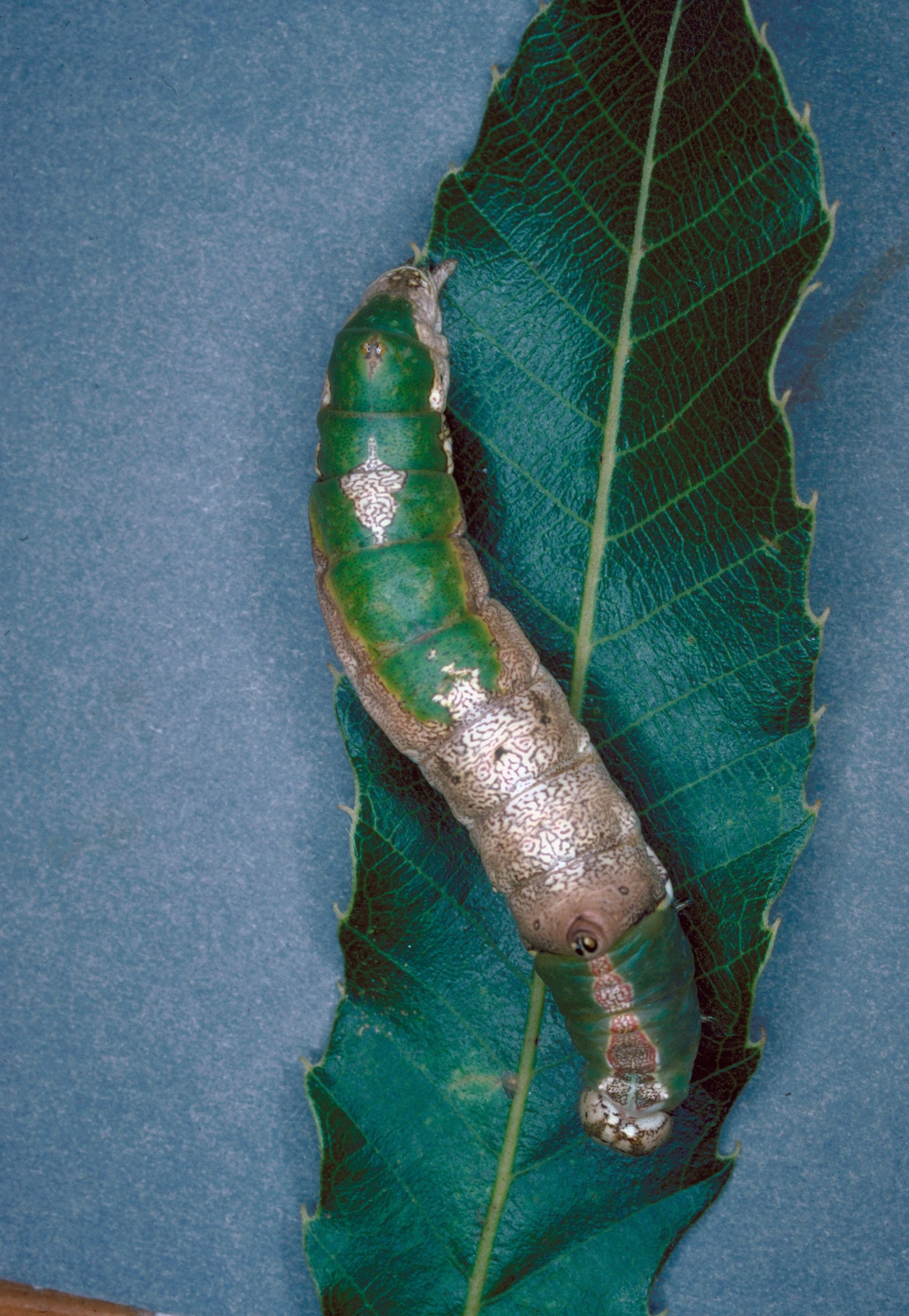
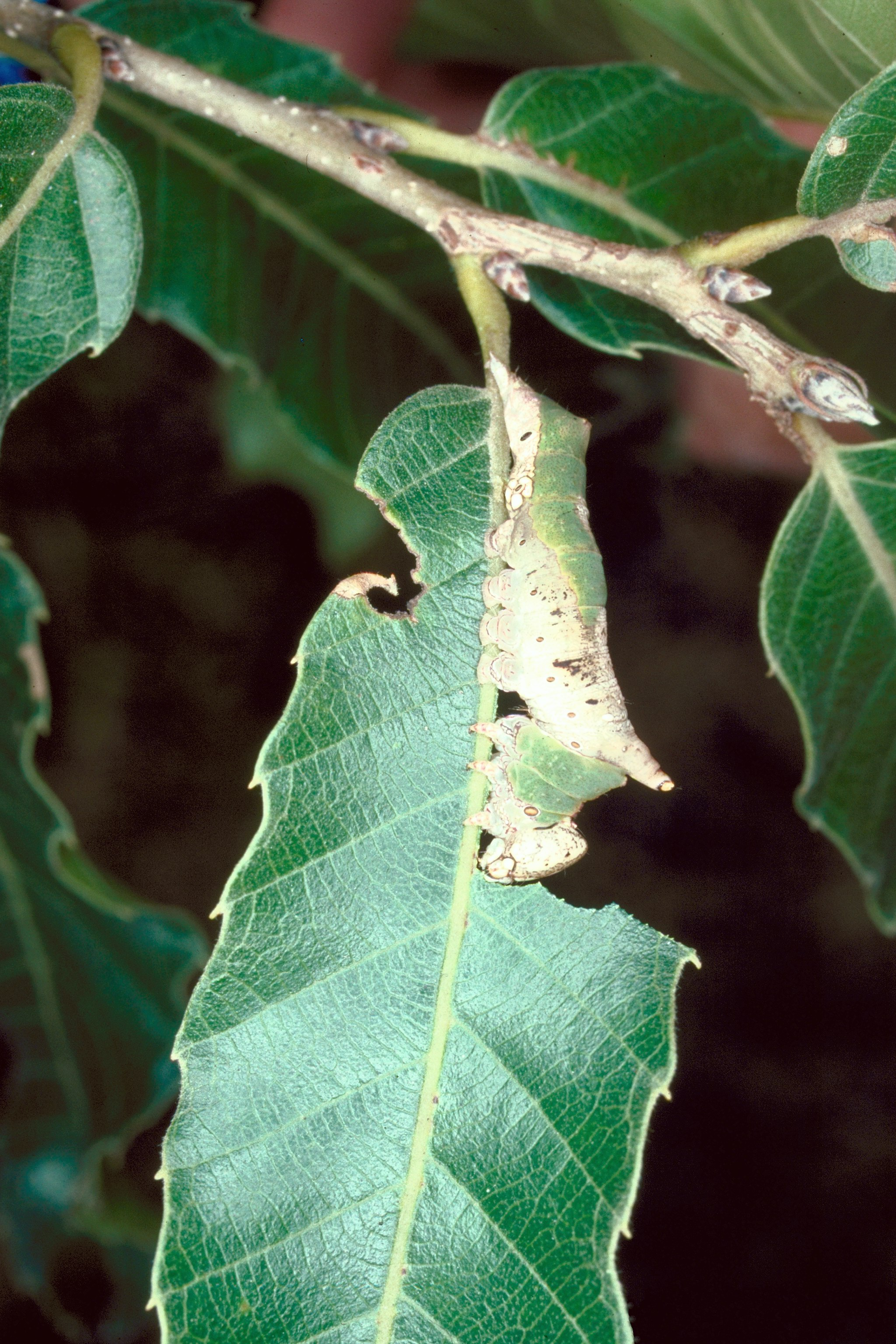